# Ommatius gopalpurensis
Ommatius gopalpurensis är en tvåvingeart som beskrevs av Joseph och Parui 1987. Ommatius gopalpurensis ingår i släktet Ommatius och familjen rovflugor. Inga underarter finns listade i Catalogue of Life.